# Zwart-gele fiskaal
De zwart-gele fiskaal (Laniarius atroflavus) is een zangvogel uit de familie Malaconotidae (bosklauwieren).

## Verspreiding en leefgebied
Deze soort komt voor in de hooglanden van zuidoostelijk Nigeria en westelijk Kameroen.

## Status
De grootte van de populatie is niet gekwantificeerd maar de soort wordt omschreven als schaars tot plaatselijk algemeen. Op de Rode lijst van de IUCN heeft deze soort de status niet bedreigd.